# Anna Rutzki

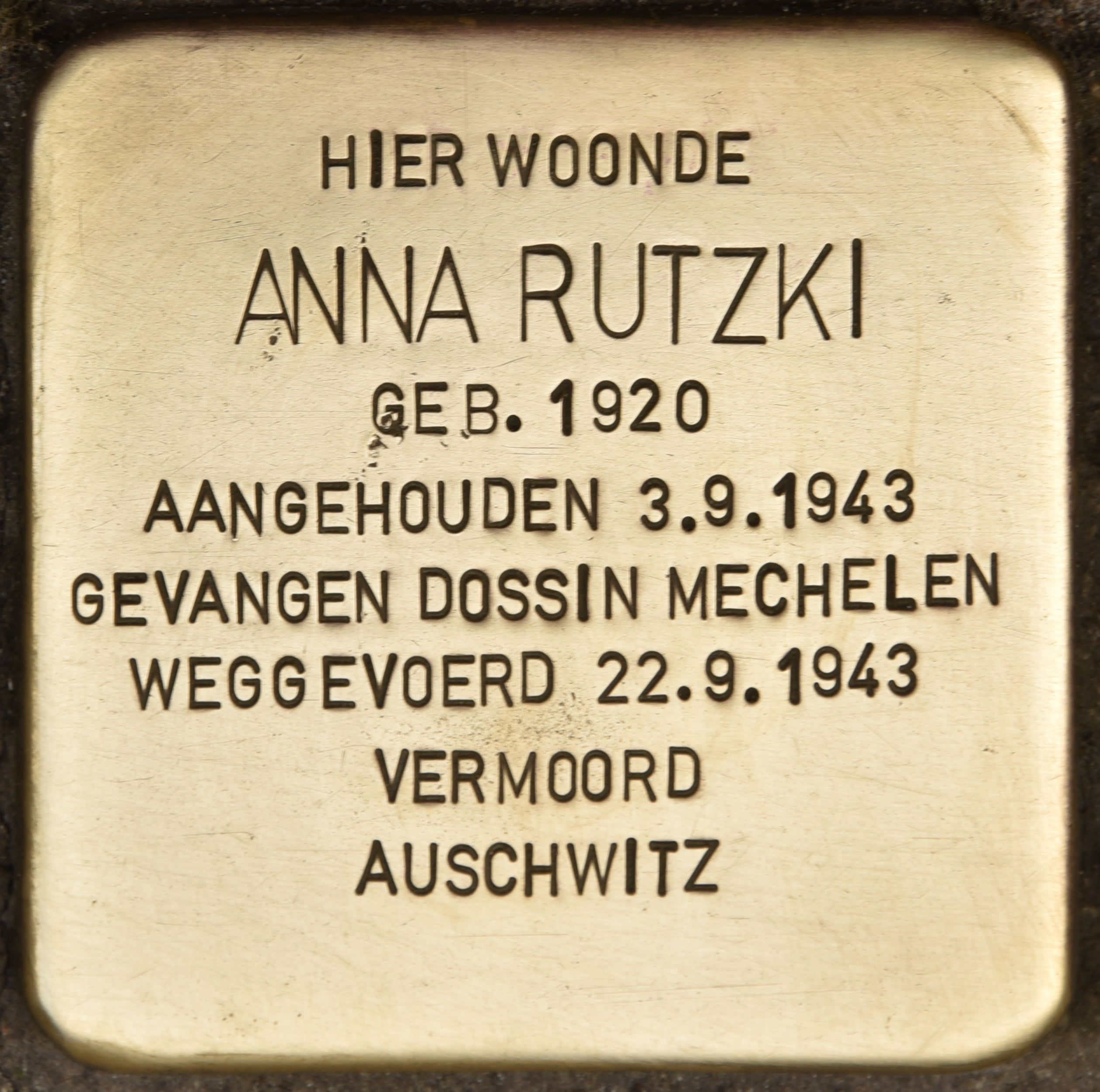
Struikelsteen (april 2022)

Anna Rutzki, ook wel Annie Rutzky, (Antwerpen, 12 januari 1920 – vernietigingskamp Auschwitz-Birkenau, 1943-1945) was een Belgisch pianist.
Ze was dochter van diamantbewerker Elia Chaim Rutzki en Soura Zipaira Mermelstein.
Ze gold volgens de Algemene Muziek Encyclopedie als bijzonder getalenteerd. Ze kreeg haar opleiding van Frans Lenaerts, Arthur De Greef en Marinus De Jong. Een van haar eerste concerten vond plaats in de Kursaal van Middelkerke, ze was toen acht jaar oud (11 augustus 1928). Al op tienjarige leeftijd begon ze haar opleiding aan het Koninklijk Vlaams Conservatorium, waar ze een ris eerste prijzen haalde: notenleer (1931), piano (1935), harmonieleer (1936 bij Jef van Hoof), kamermuziek (1937, bij Albert Van de Vijver), muziekgeschiedenis (1937 bij Walter Weyler), hoger diploma voor piano (1973), contrapunt (1939) en fuga (1941 bij Karel Candael). Ondertussen was ze aan haar solistenloopbaan begonnen, waarbij ze bekende zalen in Antwerpen, Knokke en Brussel aandeed. Ook speelde ze in en voor het Nationaal Instituut voor de Radio-omroep (NIR). Haar opnamen waren ook in Nederland op de radio te horen. Ook componeerde ze Andalusische tango en enkele liederen en pianowerken. Tijdens Tweede Wereldoorlog werd haar situatie als Jodin steeds nijpender onder het juk van Nazi-Duitsland. Een voor haar georganiseerd concert in 1942 zou plaatsvinden in Lissabon, waar haar zus zich inmiddels bevond, maar ze mocht vermoedelijk het land al niet meer verlaten. Ze trouwde in voorjaar 1943 met Nico David Workum, vooraanstaand lid van Vereniging van Joden in België. Het echtpaar werd op 3 september 1943 tijdens Aktion Iltis op hun woonadres Lange Leemstraat 144 te Berchem opgepakt en gevangen gezet in Kazerne Dossin en 20 september 1943 gedeporteerd naar Auschwitz-Birkenau waar ze beiden de dood vonden, voordat het kamp bevrijd werd op 27 januari 1945. 
Haar zuster Berthe Nunez-Vaz-Rutzki nam in 1965 het initiatief een Prijs Annie Rutzky in het leven te roepen voor verdienstelijke studenten aan het Vlaams Conservatorium. De winnares musicologe Marie-Therese Buyssens van 1969 zou in 1973 een publicatie vrijgeven onder de titel La biographie d’Annie Rutzky. De prijs zou tot 1991 uitgereikt worden.
Evelyne Fine, Kleindochter van Rutzki's stiefmoeder Leja Riwka Lipszyc, hield in 2015 een Kaddisj voor Anna Rutzki en Nico Workum, toen er een initiatief was om Struikelstenen voor hen te plaatsen, maar burgemeester  Bart De Wever gaf geen toestemming. De stenen zijn in 2019 alsnog geplaatst in het bijzijn van Fine en Rutzki's nicht en achternicht.